# Jigga Jigga!
Jigga Jigga! (Jigga Jigga!) je píseň německé skupiny Scooter z alba Mind The Gap z roku 2004. Jako singl vyšla píseň již v roce 2003. Tento singl byl původně naplánován pro Ratty. Ženský vokál je nazpíván Nicole Sukar (Nikk).

## Seznam skladeb
1. Jigga Jigga! (Radio Edit) – (3:55)
2. Jigga Jigga! (Club Mix) – (7:33)
3. Jigga Jigga! (Extended) – (5:57)
4. Shinjuku – (4:01)

## Umístění ve světě
| Hitparáda | Umístění |
| --------- | -------- |
| Švýcarsko | 45       |
| Rakousko  | 9        |
| Finsko    | 12       |
| Švédsko   | 24       |